# Pommerse voetbalbond
De Pommerse voetbalbond (Duits: Verband Pommerscher Ballspiel-Vereine) was een regionale voetbalbond in de Pommerse hoofdstad Stettin, die bestond van 1905 tot 1913, toen deze opging in de Baltische voetbalbond. 

## Geschiedenis
Voorheen bestonden in Stettin al de Stettiner Fußball-Vereinigung en de Verband Stettiner Ballspiel-Vereine, die het echter niet lang volhielden door onderlinge strijd en desinteresse. Op 2 juni 1905 werd er dan een nieuwe poging ondernomen om een voetbalbond op te richten en zo ontstond de Pommerse bond. De stichtende leden van de bond waren FC Titania 1902 Stettin, SC Preußen 1901 Stettin, SpVgg Wacker 1904 Stettin, FC Adler 1903 Stettin en FC Stern Stettin. 
Het eerste kampioenschap in 1905/06 namen acht clubs deel. De onenigheden onder de clubs hielden echter niet op bij de nieuwe bond, waardoor Pommeren bij de vastlegging van de grenzen van de regionale bonden in 1906 een speciale status kreeg en aan geen overkoepelende bond werd toegewezen. 
In 1907 sloot de bond zich bij de Berlijnse voetbalbond (VBB) aan als ondergroep Stettin en bleef hier lid tot 1911. De lokale kampioenschappen werden zelf georganiseerd, maar vaak moest een vertegenwoordiger van de VBB langs komen om als bemiddelaar op te treden.
Nadat de drie grootste Berlijnse bonden fuseerden op 29 april 1911 kwam de Pommerse bond weer alleen te staan. De bond probeerde dan aansluiting te zoeken bij Mecklenburg dat in de Noord-Duitse voetbalbond opgenomen was, echter werd dit verzoek op hoongelach onthaald, daar de Pommerse bond door de interne strubbelingen een beruchte naam had. Tussen 1911 en 1913 behoorde de bond dan ook tot geen grotere bond en speelde enkel lokale kampioenschappen. In 1913 werd de bond dan uiteindelijk opgenomen in de Baltische voetbalbond. 

## Erelijst
- 1906 Titania Stettin
- 1907 Titania Stettin
- 1908 Titania Stettin
- 1909 Titania Stettin
- 1910 Blücher Stettin
- 1911 Titania Stettin
- 1912 Preußen Stettin
- 1913 Preußen Stettin

1903/04 · 1904/05 · 1905/06 · 1906/07 · 1907/08 · 1908/09 · 1909/10 · 1910/11 · 1911/12 · 1912/13